# Список населённых пунктов Мезенского района
*Административные центры указаны жирным шрифтом
- Быченское сельское поселение
  - Бычье
  - Лобан
- Долгощельское сельское поселение
  - Маяк Абрамовский
  - Долгощелье
  - Нижа
- Дорогорское сельское поселение
  - Дорогорское
  - Кимжа
  - Тимощелье
- Зареченское
  - Березник
  - Жердь
  - Жукова
  - Кильца
  - Козьмогородское
  - Петрова
  - Печище
  - Погорелец
  - Усть-Няфта
  - Усть-Пёза
- Каменское городское поселение
  - Затон
  - Каменка
  - Коршаково
  - Морозилка
  - Окуловский
  - Петровка
  - Чеца
- Койденское сельское поселение
  - Маяк Вороновский
  - Койда
  - Майда
  - Моржовец
- Мезенское городское поселение
  - Бор
  - Заакакурье
  - Заозерье
  - Лампожня
  - Мезень
  - Семжа
- Мосеевское сельское поселение
  - Баковская
  - Езевец
  - Калино
  - Мосеево
- Ручьёвское сельское поселение
  - Инцы
  - Мегра
  - Ручьи
- Сафоновское сельское поселение
  - Елкино
  - Сафоново
- Совпольское сельское поселение
  - Карьеполье
  - Совполье
  - Соколово
  - Чижгора
- Соянское сельское поселение
  - Кепино
  - Сояна
- Целегорское сельское поселение
  - Азаполье
  - Мелогора
  - Целегора
  - Черсова